# Poskrzypka dwunastokropkowa
Poskrzypka dwunastokropkowa (Crioceris duodecimpunctata) – gatunek chrząszcza z rodziny stonkowatych i podrodziny poskrzypek. Jest jednym z najgroźniejszych szkodników szparagów.

## Taksonomia
Gatunek ten opisany został po raz pierwszy w 1758 roku przez Karola Linneusza w dziesiątym wydaniu Systema Naturae pod nazwą Chrysomela duodecimpunctata.

## Morfologia
Chrząszcz o ciele długości od 5 do 6,5 mm. Głowa jest czerwona z czarnymi czułkami, bez czarnej plamy na równomiernie wypukłym ciemieniu. Czoło ma dwa guzki z wyraźną i głęboką bruzdką poprzeczną między nimi. Przewężenie za oczami jest zaznaczone po bokach, ale nie tworzy bruzdy od strony grzbietowej. Przedplecze jest jednolicie czerwone, nieprzewężone. Tarczka ma czarne ubarwienie. Długość pokryw jest mniejsza niż dwukrotność ich szerokości w barkach. Barwa pokryw jest ciemnopomarańczowa do czerwonej, typowo z sześcioma parami czarnych, niedużych, okrągławych plamek, jednak plamki te mogą zanikać lub zlewać się ze sobą; bardzo rzadko występuje czarny pasek wzdłuż szwu. Spód ciała jest czerwony z czarnym zapiersiem i częścią odwłoka. Odnóża mają kolor czerwony z czarnymi krętarzami, wierzchołkami ud, oboma końcami goleni i stopami. 
Larwa ma ciało walcowate, długości 6–8 mm, pomarańczowożółte z dwiema brunatnymi plamami tuż za głową.

## Biologia i ekologia

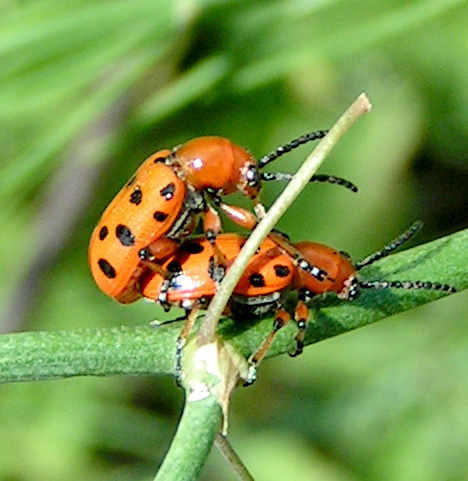
Kopulująca parka

Poskrzypka dwunastokropkowa jest jednym z najgroźniejszych szkodników upraw szparaga lekarskiego. Chrząszcze po zimowaniu w kryjówkach żywią się gałęziakami i pędami szparaga. Samice składają jaja na roślinie. Larwy żerują na pędach, po dojrzeniu przepoczwarczają się płytko w glebie. Na przełomie czerwca i lipca pojawia się drugie pokolenie chrząszczy, które także składa jaja. To pokolenie chrząszczy wraz z larwami żeruje już nie tylko na pędach, ale i na owocach, co jest charakterystyczne dla poskrzypki dwunastokropkowej – również będąca szkodnikiem szparagów i występująca razem z nią poskrzypka szparagowa uszkadza jedynie gałęziaki i pędy. Poskrzypka dwunastokropkowa jest szczególnie groźna dla młodych plantacji, a także dla plantacji uprawianych na nasiona.

## Rozprzestrzenienie
Gatunek palearktyczny. W Europie znany jest z Portugalii, Hiszpanii, Irlandii, Wielkiej Brytanii, Francji, Belgii, Holandii, Niemiec, Szwajcarii, Austrii, Włoch, Danii, Szwecji, Norwegii, Finlandii, Estonii, Łotwy, Litwy, Polski, Czech, Słowacji, Węgier, Białorusi, Ukrainy, Mołdawii, Rumunii, Bułgarii, Słowenii, Chorwacji, Bośni i Hercegowiny, Serbii, Czarnogóry, Albanii, Macedonii Północnej, Albanii, Grecji oraz europejskich części Rosji i Turcji. W Azji podawany jest z syberyjskiej i dalekowschodniej części Rosji, Gruzji, Armenii, Azerbejdżanu, anatolijskiej części Turcji, Syrii, Kazachstanu, Iranu, Mongolii i Korei.